# Milos Spasic
Milos Spasic (Vienna, 29 gennaio 1998) è un calciatore austriaco, difensore del Floridsdorfer.

## Caratteristiche tecniche
È un terzino sinistro.

## Carriera

### Club
Cresciuto nel settore giovanile dell'Admira Wacker M., ha esordito fra i professionisti il 7 luglio 2018 nell'incontro di Coppa d'Austria perso per 1-0 contro il Neusiedl/See. Ha poi esordito in Bundesliga austriaca il 29 luglio, nell'incontro perso per 3-0 contro il Rapid Vienna.

### Nazionale
Ha giocato nella nazionale serba Under-18.

## Statistiche
Statistiche aggiornate al 28 novembre 2020.

### Presenze e reti nei club
| Stagione        | Squadra          | Campionato      | Campionato | Campionato | Coppe nazionali | Coppe nazionali | Coppe nazionali | Coppe continentali | Coppe continentali | Coppe continentali | Altre coppe | Altre coppe | Altre coppe | Totale | Totale | Totale |
| Stagione        | Squadra          | Comp            | Pres       | Reti       | Comp            | Pres            | Reti            | Comp               | Pres               | Reti               | Comp        | Pres        | Reti        | Pres   | Reti   |        |
| --------------- | ---------------- | --------------- | ---------- | ---------- | --------------- | --------------- | --------------- | ------------------ | ------------------ | ------------------ | ----------- | ----------- | ----------- | ------ | ------ | ------ |
| 2016-2017       | Admira Wacker M. | BL              | 0          | 0          |                 | -               | -               |                    | -                  | -                  |             | -           | -           | 0      | 0      |        |
| 2017-2018       | Admira Wacker M. | BL              | 0          | 0          |                 | -               | -               |                    | -                  | -                  |             | -           | -           | 0      | 0      |        |
| 2018-2019       | Admira Wacker M. | BL              | 17         | 1          | CA              | 1               | 0               | UEL                | 2                  | 0                  |             | -           | -           | 20     | 1      |        |
| 2019-2020       | Admira Wacker M. | BL              | 4          | 0          | CA              | 2               | 0               |                    | -                  | -                  |             | -           | -           | 6      | 0      |        |
| 2020-2021       | Admira Wacker M. | BL              | 4          | 0          | CA              | 1               | 0               |                    | -                  | -                  |             | -           | -           | 5      | 0      |        |
| Totale carriera | Totale carriera  | Totale carriera | 25         | 1          |                 | 4               | 0               |                    | 2                  | 0                  |             | -           | -           | 31     | 1      |        |